# Jaime Pardo Leal
Jaime Hernando Pardo Leal (Ubaque, 28 de marzo de 1941-La Mesa, 11 de octubre de 1987) fue un abogado y político colombiano. 
Miembro del partido Unión Patriótica, del cual fue candidato en las elecciones presidenciales de 1986.

## Biografía
Nació en Ubaque (Cundinamarca) el 28 de marzo de 1941, en el seno de una familia de campesinos liberales. Estudiaría en un colegio de Choachí, y terminaría su bachillerato en Bogotá. Desde 1959 realizó estudios superiores en la Facultad de Derecho y Ciencias Políticas de la Universidad Nacional de Colombia. Durante esta etapa fue un activo dirigente estudiantil y militante de la Juventud Comunista Colombiana (JUCO), dos meses antes de graduarse fue expulsado por participar en una huelga. En 1962 hizo parte de los denominados Comités de defensa de la Revolución Cubana. Siendo estudiante viajó a la Unión Soviética. En 1966 fue reintegrado a la Universidad Nacional de la cual se graduó con la tesis “La clase obrera ante el derecho social”. También fue profesor de derecho de la Universidad Nacional y de la Universidad Autónoma de Colombia en Bogotá. Se caracterizaba por su humor y carácter extrovertido.

### Carrera judicial
Inició su carrera en la rama judicial en 1962 como citador y notificador, fue juez penal superior hasta 1979, luego se desempeñó como Magistrado del Tribunal Superior de Cundinamarca, Magistrado de la sala penal del Tribunal Superior de Bogotá hasta 1985 y candidato a la Corte Suprema de Justicia. Fundador de la Asociación Nacional de Empleados de la Rama Judicial (Asonal-Judicial), organización sindical de la que fue su primer presidente y en la cual participó en por lo menos 15 huelgas. Colaboró en la organización y constitución de la Central Unitaria de Trabajadores (CUT).  Su militancia política le impediría que fuera ascendido a otros cargos dentro de la rama judicial colombiana.

### Militancia en la Unión Patriótica y candidatura presidencial
Como miembro del Comité Central del Partido Comunista Colombiano,  elegido Concejal de Ubaque, cargo que no ejerció. Fue impulsor de la Unión Patriótica (UP) en 1984, creada tras la Ley 35 de 1982 de Amnistía, y de los Acuerdos de La Uribe entre el gobierno colombiano y las Fuerzas Armadas Revolucionarias de Colombia - Ejército del Pueblo (FARC-EP), y de la cual fue primer candidato para las elecciones presidenciales de 1986 logrando 328.752 votos, y ocupando el tercer lugar en las mismas, alcanzando una cifra récord para la izquierda colombiana de la época.
Organizó una reunión por el creciente número de asesinatos de miembros de la Unión Patriótica (Según el informe del Centro Nacional de Memoria Histórica (CNMH) Todo pasó frente a nuestros ojos. El genocidio de la Unión Patriótica 1984-2002. La violencia contra la Unión Patriótica dejó, por lo menos, 4.153 personas asesinadas, secuestradas o desaparecidas), a la cual, sólo asistió el nuevo liberalismo, liderado por Luis Carlos Galán, y el presidente de la Sociedad de Agricultores de Colombia. 
El 18 de marzo de 1987, denunció alianzas entre narcotraficantes, políticos, fuerza pública y paramilitares lo que le ocasionaría la muerte. También acusó a la Policía Nacional de los municipios de Segovia y Remedios (Antioquia) de pertenecer al grupo paramilitar Muerte a Revolucionarios del Nordeste (MRN), así como a oficiales de mediano y alto rango de las Sexta y la Décima Segunda Brigada del Ejército Nacional de promover el exterminio masivo de militantes de la UP y el Partido Comunista en los departamentos de Huila y Caquetá. 
En agosto de 1987, se da a conocer una lista negra de personalidades "sentenciadas a muerte por las fuerzas militares", la cual estaba en poder del médico activista Héctor Abad Gómez en el momento de su asesinato. El nombre de Pardo Leal figuraba entre algunas personalidades de la política, del derecho, del periodismo y de la farándula, los cuales estaban perfilados y catalogados  por la inteligencia militar como auxiliadores o simpatizantes de las guerrillas. 
Desde 1984 había recibió amenazas tras denunciar la existencia de grupos paramilitares y bandas de sicarios como el Grupo MAS y Los Masetos, por lo que se le sugirió escolta del Departamento Administrativo de Seguridad (DAS), o su exilió en Cuba.

## Asesinato
“Si la muerte me sorprende, no le tengo miedo; Soy un hombre dialéctico.
El día que me muera vendrán otros mejores a reemplazarme”.
Jaime Pardo Leal

El atentado a Jaime Pardo Leal ocurrió en la vereda Patio Bonito del municipio de La Mesa (Cundinamarca), el 11 de octubre de 1987, después de pasar un domingo con su familia, en su finca en La Mesa, a las 3:45 de la tarde, un Renault 18 sorprendió al carro en el que se movilizaba Jaime junto con su familia, desde dicho auto comenzaron a disparar ráfagas de escopeta. Murió en el Hospital de La Mesa, a las pocas horas del atentado luego de haber sido trasladado en un bus intermunicipal en la noche del 11 de octubre de 1987.
Tras su muerte se presentaron protestas, movilizaciones en distintas zonas del país, como en Bogotá, principalmente en los barrios Policarpa Salavarrieta, Ciudad Jardín Sur y Marco Fidel Suárez, con el saldo de un policía y ocho civiles muertos. Su entierro en Bogotá fue multitudinario, fue velado en la Plaza de Bolívar y el Capitolio Nacional, las protestas continuaron durante su entierro hasta el Cementerio Central de Bogotá.  Los restos de Pardo Leal se encuentran en el Cementerio Central de Bogotá. El monumento en su memoria y obra en piedra de Emiro Garzón, ubicado en la Avenida de las Américas de Bogotá desde su instalación en 1989, marcando Pardo Leal la victoria en su mano, fue destruido por desconocidos en 2012, señalando una nueva forma de escarnio por parte de sus asesinos.
Sus asesinos miembros del Cartel de Medellín, William Infante (nacido en Yacopí), Jaime Infante, Oliveria Acuña Infante y Beyer Yesid Barrera, fueron comisionados por Gonzalo Rodríguez Gacha El Mexicano para coordinar y ejecutar el asesinato de Pardo Leal. Investigaciones hechas tanto por la entonces Dirección de Instrucción Criminal (hoy Fiscalía General) como por algunos miembros de la Unión Patriótica en colaboración con exguerrilleros de las Fuerzas Armadas Revolucionarias de Colombia - Ejército del Pueblo (FARC-EP) y del Movimiento 19 de abril (M-19), habían concluido que el entonces subjefe del  Cartel de Medellín había dado la orden de su asesinato, toda vez que se estableció que el comando de sicarios estaba apoyado por unidades de aviación del Ejército Nacional, los cuales le informaban sobre los movimientos hechos por Pardo Leal.
En noviembre de 1987, el entonces ministro de justicia, y colega de cátedra de Pardo Leal, Enrique Low Murtra ordenó medida de aseguramiento contra Rodríguez Gacha y demás miembros del Cartel de Medellín como coautores del magnicidio, razón por la cual fue amenazado y exiliado a España meses más tarde.  
Para diciembre de 1987, el entonces procurador Carlos Mauro Hoyos, ordenó la investigación tanto del magnicidio de Pardo Leal, como el asesinato sistemático de miembros de la UP, toda vez que también ordenara el inicio de investigaciones sobre las denuncias hechas por Pardo Leal en relación con asesinatos masivos y las alianzas criminales entre organizaciones criminales, agentes del Estado y políticos. 
En 1994, tras seis años en una prisión de Luisiana como responsable de un embarque de más de una tonelada de cocaína, William el tercero del clan de los Infante que participó en el asesinato de Pardo, fue detenido cuando pretendía ingresar al país en forma clandestina.
En 1997 fue emitida una Condena a la nación por su asesinato, y por el asesinato del senador Manuel Cepeda en 1994 por parte  del Consejo de Estado.
Este crimen, al igual que el de los demás miembros de la UP, fueron declarados en 2014 por la Fiscalía General de la Nación como delitos de lesa humanidad, al concluir que se trató de un siniestro plan por parte de sectores políticos, en alianza con agentes de seguridad del Estado, narcotraficantes y paramilitares, para impedir el ascenso de movimientos de izquierda en la política colombiana.

## Homenajes
- En 1989 se erigió en Bogotá en la avenida Américas con carrera 42 un monumento a la memoria de Jaime Pardo Leal.
- Varias instituciones educativas y barrios de ciudades de Colombia llevan su nombre.
- El Centro Poblado Jaime Pardo Leal Las Colinas, San José del Guaviare.[17]
- Un auditorio de la Universidad Autónoma de Colombia lleva su nombre.
- La biblioteca de Ubaque y el edificio de Derecho de la Universidad Nacional llevan su nombre.[5]
- Un Espacio Territorial de Capacitación y Reincorporación ETCR del  Acuerdo de paz entre el gobierno colombiano y las FARC-EP lleva su nombre.
- Su rostro esta pintado en un mural de la Universidad Pedagógica Nacional.
- Su rostro aparece en un mural de la facultad de ciencias y educación de la Universidad Distrital Francisco José de Caldas.